# Run It!
"Run It!" é o single de estreia de Chris Brown lançado em 2005. A canção foi um hit nos Estados Unidos, ficando em primeiro lugar por 5 semanas. "Run It!" também fez sucesso em outras partes do mundo, sendo número um na Austrália e Nova Zelândia e número dois no Reino Unido. O single recebeu uma certificação Disco de Platina no Brasil, devido a mais de 100 mil downloads pagos, segundo a ABPD.

## Videoclipe
No videoclipe, Brown esta em uma quadra de basquete fazendo um dueto com um grupo de meninas, todos executando passes de dança. Nota-se claramente que Brown esta tentando conquistar a líder do grupo, apesar do duelo de dança. No final do vídeo, dois guardas vão até a quadra para adverte o grupo, mais notam que todos já sairão. Logo após os guardas ouvirem a música tocar, eles começam a dançar.

## Desempenho nas paradas musicais
| Parada musical (2006)                  | Melhor posição |
| -------------------------------------- | -------------- |
| Austrália - ARIA Charts                | 1              |
| Brasil - Brasil Hot 100                | 1              |
| Estados Unidos - Billboard Hot 100     | 1              |
| Estados Unidos - Hot R&B/Hip-Hop Songs | 1              |
| Europa - European Hot 100 Singles      | 2              |
| Irlanda - Irish Singles Chart          | 2              |
| Reino Unido - UK Singles Chart         | 2              |
| Nova Zelândia - RIANZ                  | 1              |